# ليزا داماتو
ليزا داماتو (بالإنجليزية: Lisa D'Amato)‏ هي عارضة ومغنية وموسيقية وفنانة أمريكية، ولدت في 22 أكتوبر 1980 في لوس أنجلوس في الولايات المتحدة.

## وصلات خارجية
- ليزا داماتو على موقع IMDb (الإنجليزية)
- ليزا داماتو على موقع قاعدة بيانات الفيلم (الإنجليزية)
- ليزا داماتو على موقع كينوبويسك (الروسية)
- ليزا داماتو على موقع دليل عارضات الأزياء (الإنجليزية)